# Messiniano
| Periodo                                                                                   | Epoca       | Piano         | Età (Ma)    |
| ----------------------------------------------------------------------------------------- | ----------- | ------------- | ----------- |
| Quaternario                                                                               | Pleistocene | Gelasiano     | Più recente |
| Neogene                                                                                   | Pliocene    | Piacenziano   | 3,600       |
| Neogene                                                                                   | Pliocene    | Zancleano     | 5,333       |
| Neogene                                                                                   | Miocene     | Messiniano    | 7,246       |
| Neogene                                                                                   | Miocene     | Tortoniano    | 11,63       |
| Neogene                                                                                   | Miocene     | Serravalliano | 13,82       |
| Neogene                                                                                   | Miocene     | Langhiano     | 15,98       |
| Neogene                                                                                   | Miocene     | Burdigaliano  | 20,45       |
| Neogene                                                                                   | Miocene     | Aquitaniano   | 23,04       |
| Paleogene                                                                                 | Oligocene   | Chattiano     | Più antico  |
| Suddivisione del Neogene secondo la Commissione internazionale di stratigrafia dell'IUGS. |             |               |             |

Nella scala dei tempi geologici, il Messiniano è l'ultimo dei sei piani in cui è suddiviso il Miocene, la prima delle due epoche del Neogene. Questa unità cronostratigrafica si estende tra 7,246 e 5,333 milioni di anni fa (Ma), per una durata complessiva di 1,913 milioni di anni.
È preceduto dal Tortoniano e seguito dallo Zancleano, il primo piano della successiva epoca del Pliocene.

## Etimologia
Il Messiniano è stato introdotto nella letteratura scientifica dallo stratigrafo svizzero Karl Mayer-Eymar nel 1867.
Il nome deriva dalla città di Messina in Sicilia.

## Definizioni stratigrafiche e GSSP
La base del Messiniano è data dalla prima comparsa dei foraminiferi planctonici della specie Globorotalia miotumida e del nanoplancton Amaurolithus delicatus e è al centro della cronozona di inversione magnetica C3Br.1r, inizialmente datata 7,251 Ma e successivamente rivista a 7,246.
Il limite superiore del Messiniano, nonché base del successivo Zancleano e dell'epoca Pliocene, si trova al vertice della cronozona magnetica Cr3 ( circa 100.000 anni prima della sub-cronozona normale C3n.4n di Thvera). Il limite è anche in prossimità del livello di estinzione del nanoplancton Triquetrorhabdulus rugosus (base della biozona CN10b) e in corrispondenza della comparsa del nanoplancton Ceratolithus acutus.

### GSSP
Il GSSP, il profilo stratigrafico di riferimento della Commissione Internazionale di Stratigrafia, si trova in una sezione di un ripido promontorio vicino alla località di Oued Akrech, a 7 km a SSE di Rabat, in Marocco, lungo la strada che connette la P22 da Rabat (in direzione di Rommani) alla S203, circa 3 km prima della congiunzione. Le coordinate sono: latitudine 33°56'13" N e longitudine 6°48'45" W.
La sezione consiste di marne di un caratteristico colore bluastro, noto come Marna Blu,

## Eventi significativi
Dal punto di vista geologico e per le molteplici ripercussioni climatico-ambientali, uno degli eventi più significativi registrati da questo piano fu la cosiddetta crisi di salinità del Messiniano. La chiusura dello stretto di Gibilterra provocò l'evaporazione quasi completa delle acque del mar Mediterraneo e la formazione di vasti e potenti depositi evaporitici sul fondale. Questo evento si ripeté 14 volte.

## Paleoantropologia
Cronologia paleoantropologica del Messiniano ordinata dall'evento più antico a quello più recente. Le datazioni sono indicative e possono essere suscettibili di modifiche con il miglioramento delle conoscenze paleontologiche.
- 7,2 - 6,8 m.a. - speciazione ed estinzione di Sahelanthropus tchadensis, i cui fossili sono stati ritrovati nel deserto del Djurab nel Ciad. Inizialmente identificato come uno tra i più antichi esponenti della linea evolutiva umana per i tratti protoumani di volto e dentatura, è attualmente considerato un antenato comune tra uomo e scimpanzé.
- 6,5 - 5,5 m.a. - speciazione ed estinzione di Orrorin tugenensis, i cui fossili sono stati ritrovati nella regione chiamata Tugen Hills, in Kapsomin (Kenya). La classificazione di questo ominide è controversa: per quanto i suoi scopritori lo reputino il più antico rappresentante della linea evolutiva umana,[8] questa teoria è contestata da molti paleontologi.
- 6,3 - 5,3 m.a. - speciazione ed estinzione di Ardipithecus kadabba, i cui resti fossili sono stati scoperti nel sito di Asa Koma, nella valle del medio Auasc, in Etiopia. L'ominide, considerato generalmente una sottospecie di Ardipithecus ramidus, è ritenuto dal suo scopritore come la probabile prima specie del ramo umano subito dopo la separazione della linea evolutiva umana da quelle dello scimpanzé e del bonobo (Haile-Selassie et alii, 2004).
- 6 m.a. Secondo la teoria dell'orologio biomolecolare, risale a quest'epoca la separazione fra la linea evolutiva umana e quella degli scimpanzé.